# Washington Summit Publishers
Washington Summit Publishers ist ein US-amerikanischer Verlag mit Sitz in Whitefish im Bundesstaat Montana, der der Alt-Right nahesteht.

## Geschichte
Der Verlag wurde von dem weit rechts stehenden Verleger William Regnery im September 2005 in Augusta (Georgia) gegründet. Im Jahr 2006 übernahm ihn Louis R. Andrews, der auch das National Policy Institute mitgründete. Nach dem Tode Andrews’ im Jahr 2011 übernahm Richard B. Spencer Verlag und Institut und verlegte beide Einrichtungen nach Whitefish.

## Programm
Der Verlag gibt Bücher zum Themenkreis von White Supremacy, Neonazismus und Antisemitismus heraus. Zu den Autoren des Verlages gehören unter anderem Kevin B. MacDonald, Richard Lynn, Tatu Vanhanen, Michael H. Hart und Tomislav Sunić.

## Kritik
Das Southern Poverty Law Center kritisierte 2006 den Verlag für die Herausgabe von Büchern zu Themen wie Eugenik und Antisemitismus und von klassischen und modernen Rassisten.